# 三沢秀次
三沢 秀次（みさわ ひでつぐ、生年不詳 - 天正10年6月13日（1582年7月2日）?）は、戦国時代の武将。明智五宿老の一人・溝尾茂朝と同一人物であると考えられる。

## 出自
秀次の三沢氏（溝尾氏）の出自は不明であるが、阿波国徳島藩蜂須賀家の家臣である三澤十左衛門家に伝わった「成立書并系圖共」では「明智庄兵衛為信」の父・源為虎が尼子義久の娘の子かつ出雲国亀嶽城（亀嵩城）主であるとされており、出雲国出身であった可能性がある。
島根県仁多町の『仁多町誌』によると、三沢氏は信濃源氏の源為公流飯島氏あるいは木曽義仲の末裔であり、出雲国三沢郷に土着したことで三沢を称するようになったという。また、系図によると上記の「源為虎（三沢為虎）」は源為公の17世孫とされる。

## 生涯
織田信長の重臣、明智光秀の与力か。明智光秀の重臣、側近とも。諱は秀儀とも。
天正元年（1573年）8月、朝倉氏を滅ぼした信長は羽柴秀吉・明智光秀・滝川一益の3名を越前仕置きの為に派遣したが、仕置きを済ませた3人が越前を去ると織田家の代官として北ノ庄にとどめ置かれたのが秀次・木下祐久・津田元嘉の3名であった（『朝倉記』）。3名はそれぞれ仕置きを担当した明智・羽柴・滝川の代官であったと比定され、秀次は光秀の代官として越前に残った。
当時、越前の守護代には桂田長俊（前波吉継）が任じられていたが、越前の政務の実態は信長の朱印状に基づいて北ノ庄の3人の代官が政務を執行しており、寺領の安堵や年貢・諸公事を収納する事の認可を3代官の連署で許可していたりと、越前支配の実権は3代官が掌握していた。
そうした事情もあって天正2年（1574年）1月に越前一向一揆が勃発した際には守護代であった桂田を討ち果たした富田長繁ら一揆勢は次の標的として北ノ庄の3代官の命を狙った。北ノ庄を包囲された秀次らは危機に立たされたが、安居景健、朝倉景胤らの説得によって一揆勢と和睦する事ができ、3代官は北ノ庄を明け渡すと京都へ逃走した（『朝倉記』）。
のち、光秀に従って丹波侵攻に従軍。天正4年（1576年）2月20日付けの書状で丹波国内にある曽根村（現在の京都府船井郡丹波町曽根）惣中に宛てた光秀の判物に添状を発給している。
天正7年（1579年）4月4日付け丹後の和田弥十郎宛て光秀書状では、落城間近な八上城攻めの凄惨な状況を報じ、落城後は直ちに丹後を攻めよとの仰せであると、協力を頼んでいるが、その時の使者（「同名少兵衛尉」）であろう。
同年6月、波多野兄弟を神尾山城で捕らえた、光秀の家臣の中に名が見える溝尾勝左衛門は「三沢庄兵衛」の叔父か兄という。
天正8（1580年）、9年に光秀が築いた周山城の郭に居を構えた武将の中に、「三沢庄兵衛」の名がみえる。
天正10年（1582年）、池田本『信長公記』に於いて本能寺の変前に光秀が謀反を打ち明けた重臣の中に「三沢昌兵衛」の名があるが同一人物か。山崎の戦いで死亡したとも、光秀が死去し、夥しい軍勢が押寄せて亀山を占拠し、討死したとも、言われるが、その最期に関してはよく分かっていない。しかし、本能寺後にそれらしき人物を示すような記録も残されていない。

## 子孫
春日局の推挙で、徳川家綱の乳母となった三沢局は、三沢為毗女。三沢氏は清和源氏頼光流土岐氏流。紋は、八重桔梗、丸に八重桔梗。三沢局の兄は、三沢惣左衛門（500俵、寄合）。三沢信政の子の信光は庄兵衛を称している。
また、阿波徳島藩蜂須賀家家臣、三澤十左衛門家の「成立書并系圖共」(天保5年成立、文久元年9月)によると、初代信義は、「明智庄兵衛為信」5男、肥後熊本藩主・加藤肥後守に800石で仕え、浪人の後、阿波徳島藩主・蜂須賀忠英に500石、倅助十郎に300石、都合800石で仕えたという。信義の兄・甥は、京極高次、有馬豊氏、池田光仲に仕えている。猶、信義の兄に為能、妹に三沢局とする。